# Sido Makmur (Banyuasin I)
Sido Makmur is een bestuurslaag in het regentschap Banyuasin van de provincie Zuid-Sumatra, Indonesië. Sido Makmur telt 1499 inwoners (volkstelling 2010).